# Married to the Music
„Married to the Music” – singel południowokoreańskiej grupy SHINee, wydany cyfrowo 2 sierpnia 2015 roku w Korei Południowej. Promował album Married to the Music. Singel sprzedał się w Korei Południowej w nakładzie 177 927 egzemplarzy (stan na sierpień 2015 r.).
Teledysk do utworu ukazał się 2 sierpnia 2015 na oficjalnym kanale YouTube wytwórni.

## Lista utworów
| Nr | Tytuł                  | Słowa                    | Muzyka                                               | Czas |
| -- | ---------------------- | ------------------------ | ---------------------------------------------------- | ---- |
| 1. | "Married to the Music" | Kim Min-jung, Kim Bu-min | LDN Noise, Zak Waters, Adrian McKinnon, Ryan S. Jhun | 3:35 |

## Notowania
| Lista                       | Pozycja |
| --------------------------- | ------- |
| Gaon Weekly Digital Chart   | 8       |
| Gaon Monthly Digital Chart  | 42      |
| Gaon Weekly Download Chart  | 5       |
| Gaon Monthly Download Chart | 34      |
| Gaon Streaming Chart        | 23      |
| Gaon Mobile Chart           | 1       |

## Nominacje
- Mnet Asian Music Awards 2015: „Best Music Video” – nominacja[9]